# NGC 5502
NGC 5502 (ook: NGC 5503) is een spiraalvormig sterrenstelsel in het sterrenbeeld Grote Beer. Het hemelobject werd op 9 mei 1885 ontdekt door de Amerikaanse astronoom Edward D. Swift.

## Synoniemen
- MCG 10-20-77
- NPM1G +60.0140
- PGC 50508